# Eldora (Iowa)
Eldora è una città degli Stati Uniti d'America, situata nello Stato dell'Iowa, nella Contea di Hardin, della quale è il capoluogo.